# Copying Beethoven
Copying Beethoven (Copiando a Beethoven) es una película dirigida por Agnieszka Holland basada en una ficción dramática centrada en los últimos años de la vida creativa del compositor Ludwig van Beethoven. La directora se toma varias licencias históricas en aras de mejorar el interés lírico de la película y hacer que sea comprendida por su público percibiendo así la historia de Beethoven.

## Reparto
- Diane Kruger – Anna Holtz
- Ed Harris – Ludwig van Beethoven
- Matthew Goode – Martin Bauer
- Phyllida Law – Madre Canisius
- Ralph Riach – Wenzel Schlemmer

## Síntesis
Es 1824, Beethoven (Ed Harris) está terminando su Novena Sinfonía bajo la presión de su inmediato estreno y con los problemas que le ocasiona su sordera. 
Un personaje de ficción es introducido en la película en la forma de Anna Holtz (Diane Kruger), estudiante aventajada del conservatorio de música de 23 años y aspirante a compositora con pocos medios, que intenta encontrar inspiración y prosperar en la capital mundial de la música, Viena. 
El compositor contrata a Anna Holtz como copista, pero con algunas reservas, ya que es una mujer en un mundo tradicionalmente reservado a los hombres. Ella demostrará sus grandes dotes en el mundo de la música y dejará perplejo al propio Beethoven. 
Haciendo honor a su fama de actor meticuloso, Ed Harris dedicó muchos meses a practicar piano y violín, estudiar dirección musical y leer libros sobre la vida y obra de su personaje. Todo ello para poder imaginar de dónde salía la música de Beethoven.

## Licencias históricas
La película se remonta al año 1824 durante la composición de la Novena Sinfonía de Beethoven. A lo largo de la película se muestra a Beethoven como muy duro de oído, pero todavía capaz de entender una conversación en voz alta con una persona o el sonido de un piano de cerca. En realidad, Beethoven se quedó totalmente sordo siete años antes en 1817. La Novena Sinfonía se compuso cuando el compositor ya era completamente sordo.
El trabajo de copia del manuscrito de la partitura fue debido en realidad a dos copistas, ambos varones, y no a una mujer como se muestra en la película.
Ninguno de los copistas contribuyó ni alteró en forma alguna la partitura original de Beethoven. De hecho, este les amonestaba por cualquier desviación que se produjera con respecto de la partitura manuscrita original, por pequeña que fuera.
En la película, Beethoven hace una alusión a su sonata Claro de Luna. Se trata de un anacronismo, ya que su Sonata número 14, Opus 27 número 2, no fue denominada Claro de Luna hasta varios años después de la muerte del compositor. 
Parte de la película se centra en la insistencia de Beethoven en dirigir su Novena Sinfonía en su estreno y se muestra a Beethoven dirigiéndola. Aunque este es un tema controvertido debido a su sordera, parece que Beethoven estuvo presente en el podio del director, aunque tal vez no dirigiendo personalmente. Varios detalles del estreno están representados tal y como ocurrieron en la realidad, como el hecho de que le giraron hacia la audiencia para que viera el aplauso.
La última aparición documentada de Beethoven como ejecutante, tuvo lugar una década antes, en 1811.